# Бойко Василь Федорович
Василь Федорович Бойко (нар. 14 грудня 1954, село Устимівка, тепер Васильківського району Київської області) — український радянський діяч, тракторист колгоспу «40 років Жовтня» Васильківського району Київської області. Депутат Верховної Ради УРСР 10-го скликання.

## Біографія
У 1972 році закінчив Устимівську середню школу Васильківського району Київської області. Член ВЛКСМ.
З 1972 року — помічник комбайнера, причіплювач трактора, тракторист колгоспу «40 років Жовтня» села Устимівки Васильківського району Київської області.
Закінчив кількамісячні курси механізаторів при Гребінківському відділенні сільгосптехніки Київської області.
Потім — на пенсії у селі Устимівці Васильківського району Київської області.

## Нагороди
- медаль «За трудову відзнаку»
- почесна грамота ЦК ЛКСМУ